# 가토 다쓰야 (저널리스트)
가토 다쓰야(일본어: 加藤 達也 카토 타츠야[*], 1966년 ~ )는 일본의 저널리스트, 기자이다. 일본 《산케이 신문(産経新聞)》 서울지국장이었으며, 산케이 신문 지국장 명예훼손 혐의 사건 당사자이다.

## 명예훼손 혐의 사건
세월호 침몰 사고 당일 박근혜 대통령과 비선실세 국정개입 의혹에 연루되어 있는 정윤회가 만났다는 보도로 인해 명예훼손 혐의로 수사가 시작되었다. 이후 법원에서 무죄 판결을 받았다. 그러나 대한민국 정부를 비판하는 《왜 나는 한국에 승리하였나. 박근혜 정권과의 500일 전쟁》이라는 제목의 책을 2016년에 출간하고 일본 전역에서 강연 중이다.

## 수기 출간
2016년 1월 29일자로 일본 산케이 신문 1면기사로 책발간 소식을 알리고 《왜 나는 한국에 승리하였나. 박근혜 정권과의 500일 전쟁》이라는 제목의 책을 발간개시하였다. 책에서 그는 대한민국은 중세 국가와 마찬가지라 하고 대한민국은 대통령과 국민 감정에 따라 자의적으로 법이 해석된다고 했다. 그는 이어서 대한민국 검찰은 박근혜의 동태와 여론의 반응을 살피기 바빴고, 그래서 '과연 대한민국은 민주주의 가치를 공유하며 법치주의를 실천하고 있다고 말할 수 있는가’라며 대한민국을 비난했으며, '오히려 일본을 악의 제국으로 매도하며 대한민국이 일방적인 견해를 시사하고 있는 것 아닌가”라고 했다. 가토 다쓰야는 이 책으로 2016년 야마모토 시치헤이 상(山本七平賞)을 수상하였다.

## 저서
- 《なぜ私は韓国に勝てたか 朴槿惠政権との500日戦争》, 産経新聞出版, 2016년 1월, ISBN 9784819112741

## 같이 보기
- 일본 공안조사청